# Danny Care
Pour les articles homonymes, voir Care.

a Compétitions nationales et continentales officielles uniquement.

b Matchs officiels uniquement.
Dernière mise à jour le 27 janvier 2025.
Daniel Stuart Care dit « Danny Care », né le 2 janvier 1987 à Leeds (Angleterre), est un joueur international anglais de rugby à XV évoluant principalement au poste de demi de mêlée. Il joue avec le club des Harlequins en Premiership depuis 2006, ainsi qu'en équipe d'Angleterre de 2008 à 2024.

## Biographie

### Jeunesse et formation
Durant sa jeunesse, Danny Care pratique d'abord le football et rejoint même le centre de formation de Sheffield Wednesday à l'âge de 11 ans. Cependant, à 15 ans, il décide de jouer au rugby dans le club local, à Otley. Il rejoint ensuite le centre de formation de Leeds en 2003 où il fait des débuts remarqués avec les espoirs.

### Carrière professionnelle
Danny Care intègre l'équipe professionnelle pour la saison 2004-2005, où il dispute deux matchs. Il inscrit 11 points (1 essai et 3 transformations) pour ses débuts professionnels avant de se briser une cheville à la 23e minute de jeu. Lors de la saison 2005-2006, il dispute un total de 11 matchs et inscrit notamment deux essais en six matchs de championnat disputés. Comme Leeds est relégué à la fin de la saison, il rejoint le club des Harlequins à partir de la saison 2006-2007.

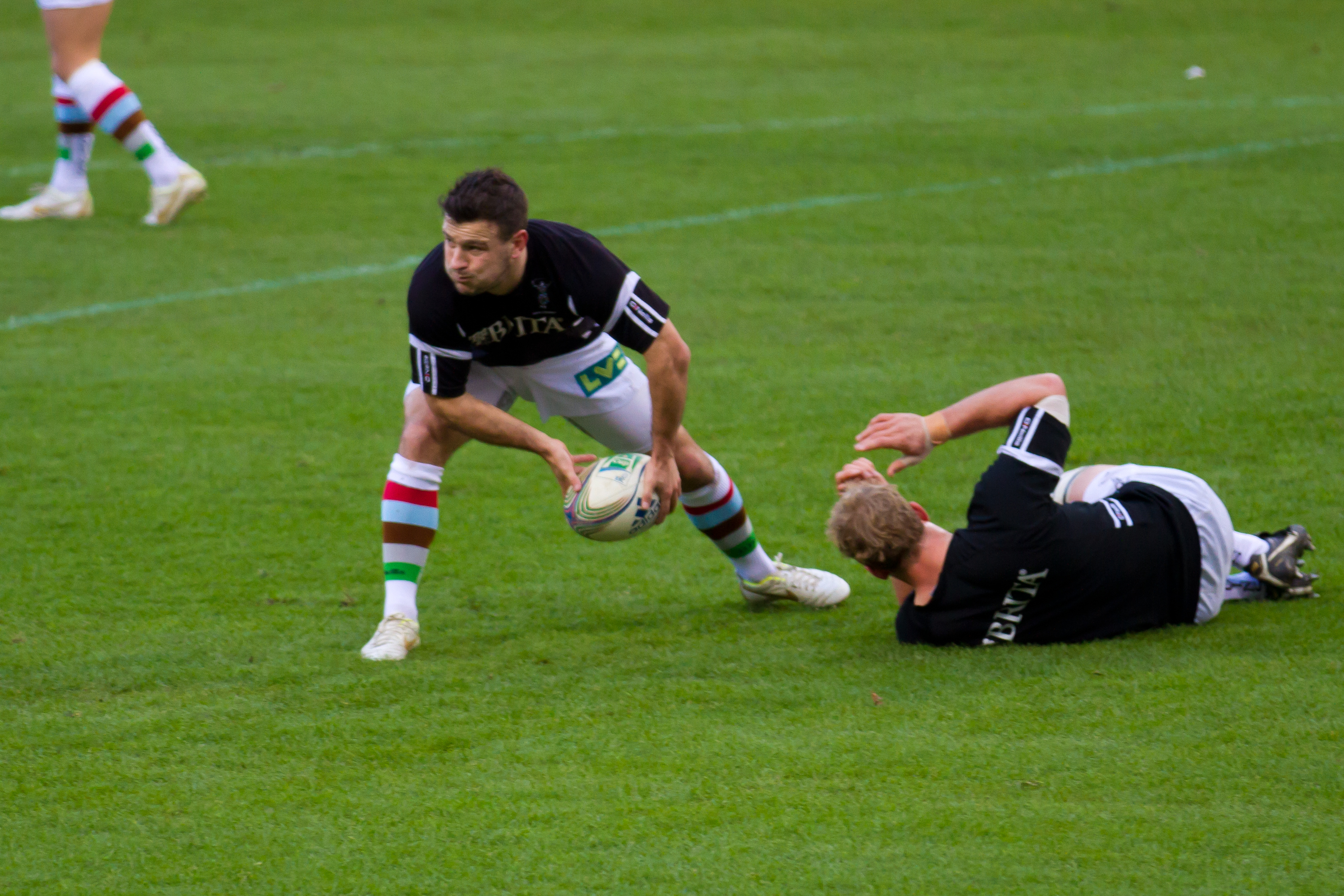
Danny Care à l'échauffement lors d'un match de Coupe d'Europe en décembre 2011 au Stadium de Toulouse.

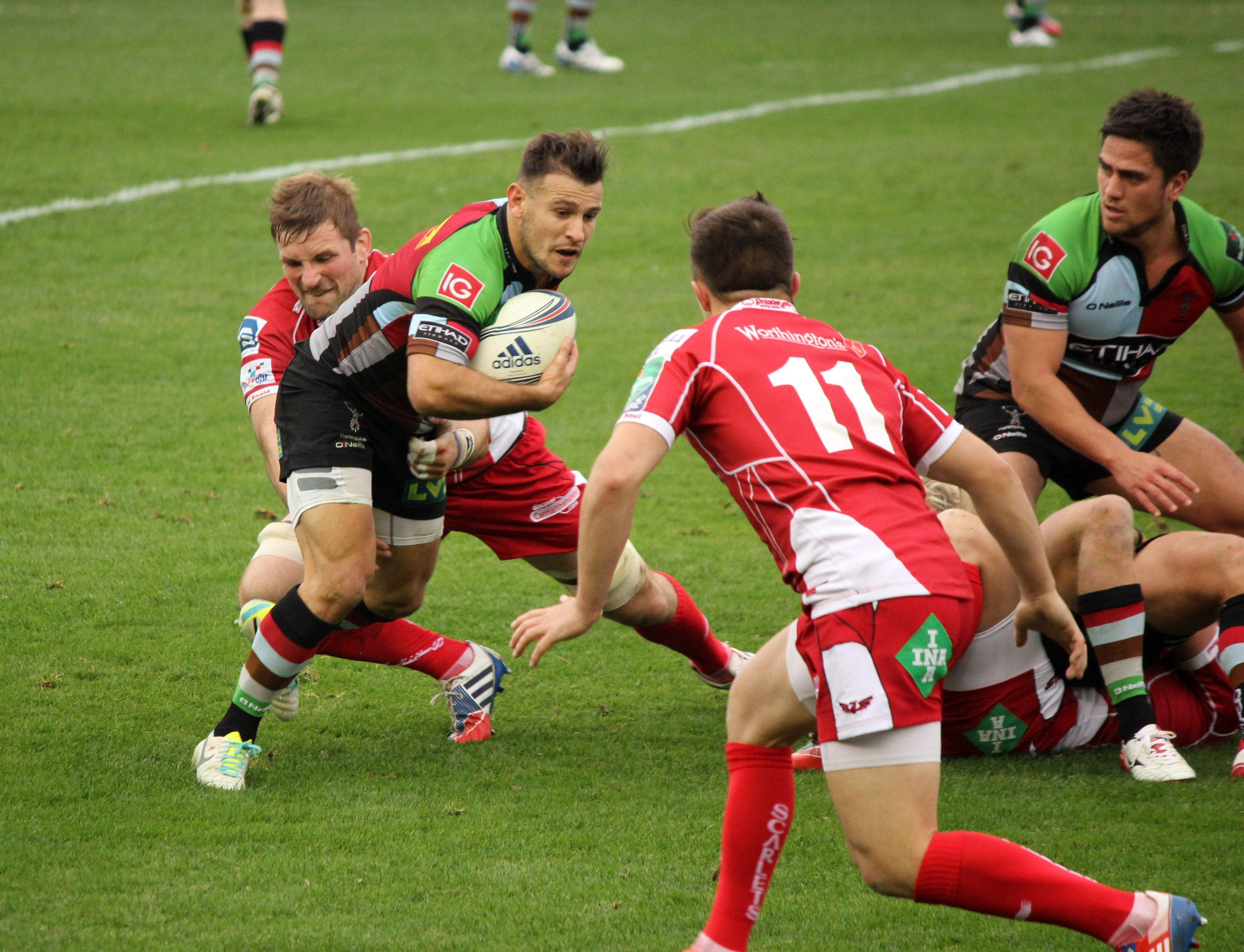
Danny Care lors d'un match d'Heineken Cup en octobre 2013 au Stoop.

Il connait les sélections en équipe d'Angleterre de rugby à sept, des moins de 19, de 21 ans et même en 2008 en Angleterre A. À seulement 21 ans, il participe à la tournée en Nouvelle-Zélande et il connaît ses deux premières sélections. Il honore sa première cape internationale en équipe d'Angleterre le 14 juin 2008 contre l'équipe de Nouvelle-Zélande. L'année suivante, il découvre le Tournoi des Six Nations en jouant le match contre l'Irlande.
Care connait sa première saison particulièrement réussie sous ses nouvelles couleurs des Harlequins lors de l'exercice 2008-2009 de la Premiership. Le club termine deuxième du championnat, à l'issue de la phase régulière, derrière les "tigres" de Leicester et juste devant les London Irish. De plus, c'est lors de cette même saison 2008-2009 que le club sud londonien se qualifie pour son premier quart de finale en Heineken Cup. C'est à ce moment, et de loin, la saison la plus aboutie des Harlequins dans son histoire moderne (ère professionnelle). À l'issue de cette saison pleine, Care est nommé parmi les "PRA Young Player of the Year Award" dont le vote est réalisé par les joueurs de la Premiership. Il est élu troisième derrière Tom Croft (Leicester) et Ben Foden (Northampton), le gagnant.
En 2011, il remporte avec son club des Harlequins la "AMLIN Challenge Cup" (la Coupe d'Europe de deuxième division). C'est son premier trophée avec le club et le troisième succès de ce dernier dans cette compétition. Care marque des essais lors du quart de finale contre les London Wasps puis en demi contre le Munster à Thomond Park. En finale les londoniens battent le Stade Français 19 à 18 à Cardiff. Care s'y illustre en amenant l'essai de la victoire par une percée puis un coup de pied à suivre pour son coéquipier, Gonzalo Camacho, à seulement 5 minutes de la fin de la rencontre. Il inscrit lors de cette saison 2010-2011 sept essais toutes compétitions confondues. La même année il remporte son premier Six Nations avec la sélection anglaise (il inscrit un essai contre l'Italie). Il doit cependant déclarer forfait pour la Coupe du monde 2011 en raison d'une blessure au pied.
La saison 2011-2012 est certainement la saison la plus réussie de Danny Care en club. Les Harlequins deviennent champions d'Angleterre pour la première fois de leur histoire en battant Leicester 30 à 23 en finale à la suite d'une saison où ils terminent premiers de la phase régulière, une première également dans l'histoire du club en Premiership. Care est présent de justesse lors de la rencontre, fraichement soigné d'une blessure à l'épaule contractée peu de temps avant la réception de Northampton au Stoop en demi-finale, dont il ne put participer. Durant cette saison, il joue un total de seize matches avec les Harlequins en championnat pour un bilan de quatre essais et un drop inscrits. Néanmoins, en sélection, il ne participe pas au Six Nations cette année là à cause d'états d'ébriété répétés au volant ayant contraints Stuart Lancaster, sélectionneur de l'équipe d'Angleterre, à l'écarter du groupe.
En août 2019, il se blesse à une cheville, ce qui le prive de compétition pendant deux mois.

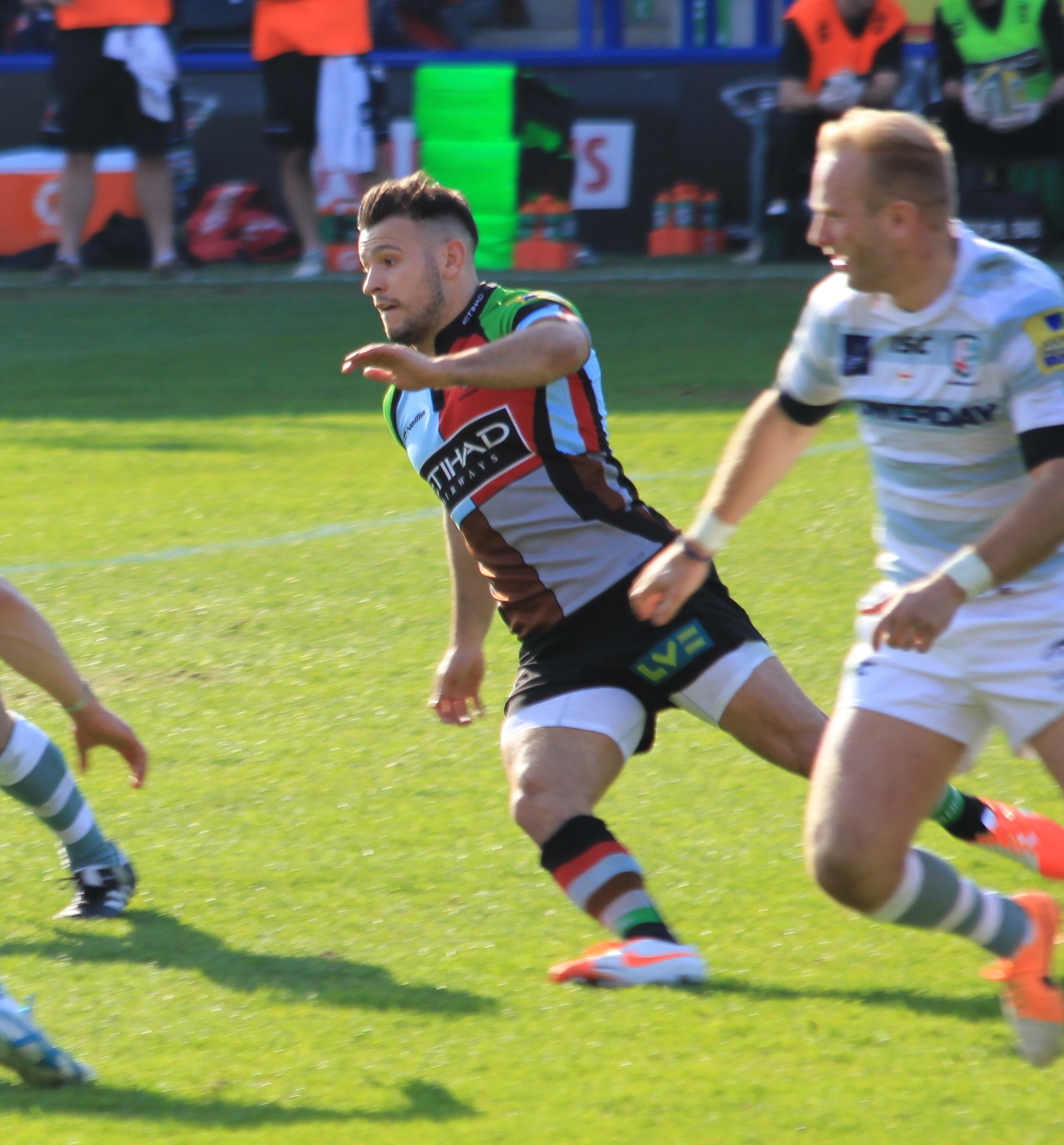
Danny Care lors d'un match de Premiership en mars 2014 face aux London Irish.

En 2020-2021, les Harlequins se qualifient jusqu'en finale du championnat où il affronte les Exeter Chiefs. Pour cette rencontre, Danny Care est titulaire et joue toute la rencontre. Son équipe s'impose en toute fin de match 38-40, grâce à un doublé de Louis Lynagh,. En janvier 2021 et en janvier 2022, il signe des prolongations de contrat avec les Harlequins,. En février 2023, il devient le joueur ayant disputé le plus de rencontres sous le maillot des Harlequins, dépassant les 351 rencontres de Mike Brown.
Fin juin 2023, il est sélectionné avec le XV de la Rose par Steve Borthwick dans un groupe de 41 joueurs pour les matchs de préparation à la Coupe du monde 2023,. Quelques semaines plus tard, il est retenu dans le groupe final pour participer au Mondial,.
Il est ensuite sélectionné pour le Tournoi des Six Nations 2024. La rencontre Angleterre-Irlande (23-22) est sa 100e apparition sous le maillot du XV de la Rose. Le match suivant, contre la France (victoire française 33-31), est le dernier match de sa carrière en sélection anglaise. Il officialise sa retraite internationale le 25 mars 2024.

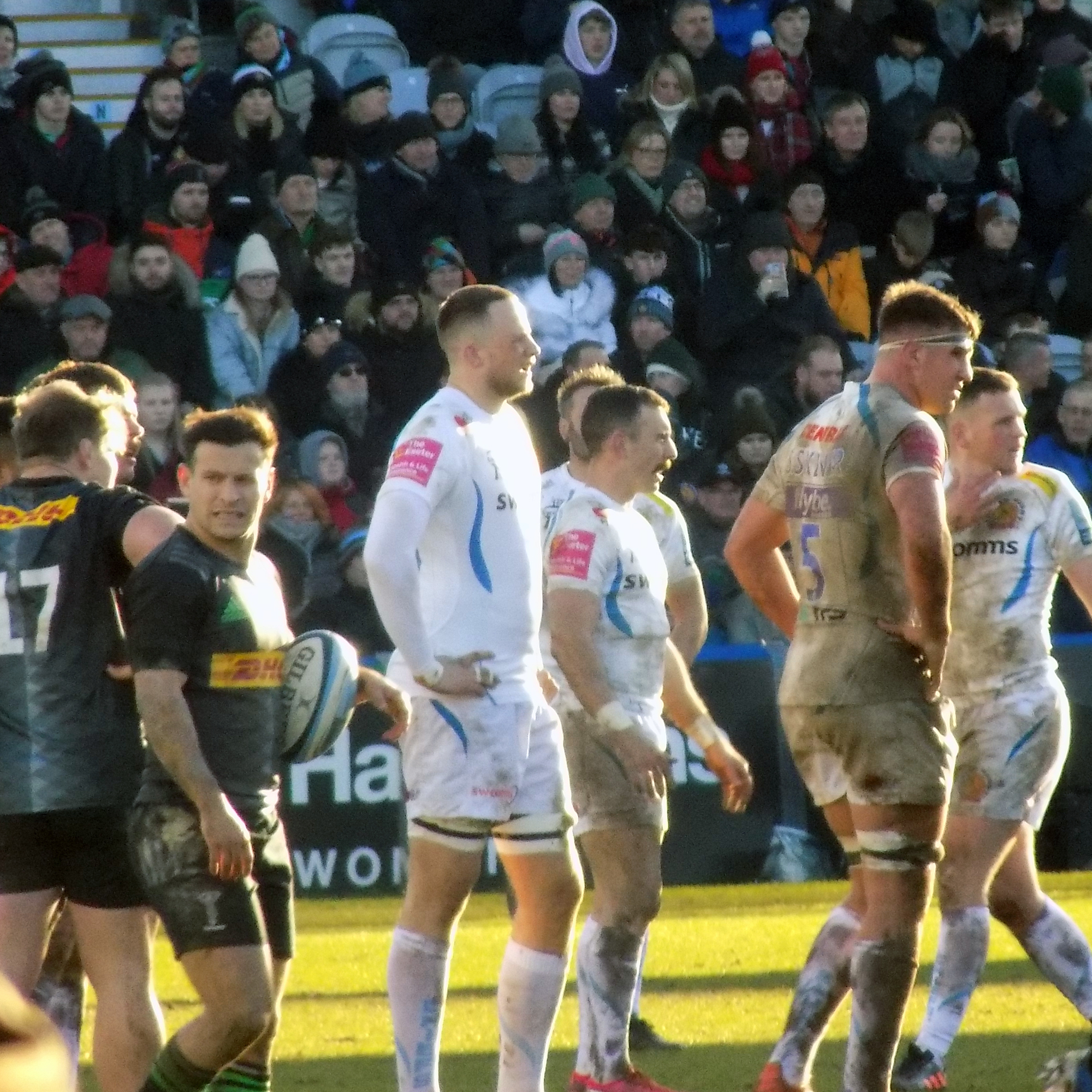
Care en février 2020 lors d'une rencontre de Premiership contre Exeter.

En janvier 2025, il annonce sa prolongation pour une année supplémentaire au sein du club londonien. Cette saison 2025/2026 étant vraisemblablement sa dernière en tant que joueur de rugby professionnel. Il atteindra ainsi sa vingtième saison sous les couleurs des Harlequins, un record dans l'histoire moderne du club.

### En dehors du terrain
Danny Care publie son autobiographie le 7 novembre 2024, quelques mois seulement après avoir lancé une chaîne YouTube à son nom. Dans cette dernière il y partage son quotidien au sein du club, mais aussi anime une émission autour du monde du rugby avec des invités de marque du milieu.

## Statistiques en équipe nationale
- 101 sélections (43 fois titulaire, 58 fois remplaçant)
- 84 points (15 essais, 3 drops)
- Sélections par année : 6 en 2008, 8 en 2009, 11 en 2010, 7 en 2011, 5 en 2012, 5 en 2013, 8 en 2014, 3 en 2015, 13 en 2016, 10 en 2017, 8 en 2018, 3 en 2022, 9 en 2023, 5 en 2024
- Tournois des Six Nations disputés : 2009, 2010, 2011, 2013, 2014, 2016, 2017, 2018, 2024

En Coupe du monde :
- 2015 : 1 sélection (Uruguay)
- 2023 : 6 sélections (Argentine x2, Chili, Samoa, Fidji, Afrique du Sud)

## Palmarès

### En club
- Leeds
  - Vainqueur de la Coupe anglo-galloise en 2005

- Harlequins
  - Vainqueur du Challenge européen en 2011
  - Vainqueur du Championnat d'Angleterre en 2012 et 2021
  - Vainqueur de la Coupe anglo-galloise en 2013
  - Finaliste du Challenge européen en 2016
  - Finaliste de la Coupe du championnat d'Angleterre en 2020

### En équipe nationale
- Angleterre
  - Vainqueur du Tournoi des Six Nations en 2011, 2016 (Grand Chelem) et 2017
  - Vainqueur de la Triple Couronne en 2014 et 2016
  - Troisième de la Coupe du monde en 2023
  - Finaliste du Tournoi des Six Nations en 2009, 2013 et 2014

### Distinctions personnelles
- 3ème au "Norman Broadbent Young Player of the Year Award" en 2009[5]
- Co-meilleur marqueur au Tournoi des Six Nations 2017 (3 essais)
- Membre de l'équipe type du Championnat d'Angleterre en 2021[26]